# 고바시 겐타

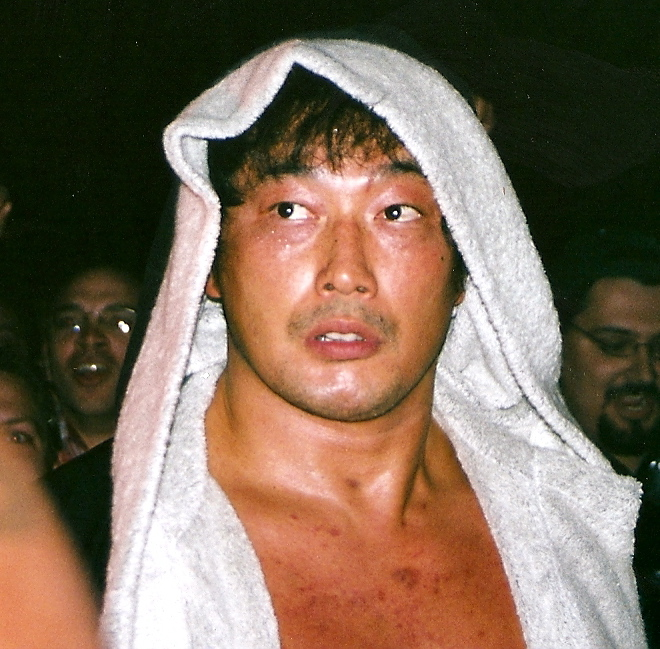
고바시 겐타

고바시 겐타(일본어: 小橋建太, 1967년 3월 27일 ~ )는 일본의 프로레슬링선수다.